# ベルトルト・フォン・バーデン
ベルトルト・フォン・バーデン（ドイツ語: Berthold von Baden, 1906年2月24日 - 1963年10月27日）は、ドイツの旧諸侯家門であるバーデン大公家の家長（1929年 - 1963年）。

## 生涯
最後のドイツ帝国宰相を務めることになるバーデン大公子マクシミリアンと、その妻でハノーファー王太子エルンスト・アウグスト（2世）の長女であるマリア・ルイーゼの間の長男として生まれる。1929年にバーデン大公家家長だった父が死去すると、家督を継いだ。1931年8月17日にコンスタンツにおいて、ギリシャ王子アンドレアスの次女で又従妹（ともにデンマーク国王クリスチャン9世の曾孫にあたる）のセオドラと結婚し、間に2男1女を儲けた。
- マルガレーテ・アリーツェ・ティーラ・ヴィクトリア・ルイーゼ・スホラスティカ（英語版）（1932年 - 2013年） - 1957年、ユーゴスラビア王子トミスラヴと結婚（1981年離婚）
- マクシミリアン・アンドレアス・フリードリヒ・グスタフ・エルンスト・ベルンハルト（1933年 - 2022年） - バーデン辺境伯、バーデン大公家家長
- ルートヴィヒ・ヴィルヘルム・ゲオルク・エルンスト・クリストフ（オランダ語版）（1937年 - ） - 1967年、アウエルスペルク＝ブロイナー侯女アンナ・マリアと結婚